# Bokor (Tumpang)
Bokor is een bestuurslaag in het regentschap Malang van de provincie Oost-Java, Indonesië. Bokor telt 2906 inwoners (volkstelling 2010).